# Untergrundliteratur
Als Untergrundliteratur bezeichnet man sowohl Literatur, die in autoritär regierten Staaten geheim produziert und verbreitet wird, als auch Literatur, die nicht zu den Normen und Werten pluralistischer Gesellschaften passt. In einem dritten Sinn spricht man von Texten, die nur kopiert oder in Eigenverlagspublikationen erscheinen, auch ohne dass sie die literarische Qualität und Verbreitung des Samisdat erreichen, als Untergrundliteratur. Auch die Übergänge zwischen Untergrundliteratur und Fanzines sind fließend. Abhängig von den jeweils geltenden Normen und Gesetzen ändern sich auch die inhaltlichen und ästhetischen Eigenschaften von Untergrundliteratur.

## Geschichte und Vertreter
Im französischen Ancien Régime (Antoine de Baecque) richtete sich die Untergrundliteratur hauptsächlich gegen den König, dem ein schlechter Charakter und ein dunkles Geheimnis zugeschrieben wurden. Auch in der Zeit des Nationalsozialismus und des Faschismus (Ignazio Silone) entstand politische Untergrundliteratur. Im früheren kommunistischen Block, besonders in der ehemaligen Sowjetunion und in Polen, wurde politische Untergrundliteratur in großem Umfang im sogenannten Samisdat publiziert. Verbreitungsstellen befanden sich bei Angehörigen der lokalen Intelligenzija im literarischen, studentischen oder wissenschaftlichen Milieu. Der Untergrund verstand seine Publikationen als „Antithese der parteistaatlich-kontrollierten Öffentlichkeit“. In der russischen Literatur kann man Wladimir Semjonowitsch Wyssozki dazu zählen, dessen Platten zwar beim staatseigenen "Melodija"-Label verlegt wurden, dessen Lieder aber primär über Mitschnitte verbreitet wurden und der mit seinen Themen Prostitution, Verbrechen, Antisemitismus aus der verordneten Kulturpolitik ausbrach.
Auch Literatur des kulturellen Untergrunds wird oft als Untergrundliteratur bezeichnet, also z. B. in der angelsächsischen Literatur die Veröffentlichungen der Beat-Generation und der Hippies, wie die von Allen Ginsberg, Jack Kerouac, William S. Burroughs, Neal Cassady und später Charles Bukowski, die erstmals alternative Sichtweisen auf die moderne Gesellschaft boten.